# Scott Adkins
Scott Edward Adkins (n. 17 iunie 1976) este un actor și artist marțial englez. Este cunoscut în special pentru rolul lui Yuri Boyka din Undisputed II: Last Man Standing și Undisputed III: Redemption, Bradley Hume din Holby City, și Hector din The Expendables 2.

## Filmografie

### Film
| An   | Titlu                                     | Rol                                | Note                                                                              |
| ---- | ----------------------------------------- | ---------------------------------- | --------------------------------------------------------------------------------- |
| 2001 | The Accidental Spy                        | Lee's Bodyguard / Turkish leader   | ca Scott Edward Adkins; prima conlucrare cu Jackie Chan                           |
| 2001 | Pure Vengeance                            | Danny                              | Film scurt                                                                        |
| 2001 | Extreme Challenge                         | Isaac Borman                       |                                                                                   |
| 2002 | Black Mask 2: City of Masks               | Dr. Lang                           |                                                                                   |
| 2003 | Special Forces                            | Talbot                             | Prima conlucrare cu Isaac Florentine                                              |
| 2003 | The Medallion                             | Snake head's Henchman              | A doua conlucrare cu Jackie Chan                                                  |
| 2005 | Unleashed                                 | Swimming Pool Fighter              | Prima conlucrare cu Jet Li                                                        |
| 2005 | Pit Fighter                               | Nathan                             |                                                                                   |
| 2006 | The Pink Panther                          | Jacquard / Fotbalistul             |                                                                                   |
| 2006 | Undisputed 2: Last Man Standing           | Yuri Boyka                         | A doua conlucrare cu Isaac Florentine                                             |
| 2007 | The Bourne Ultimatum                      | Agent Kiley                        |                                                                                   |
| 2008 | The Shepherd: Border Patrol               | Karp                               | Prima conlucrare cu Jean-Claude Van Damme; a treia conlucrare cu Isaac Florentine |
| 2008 | Stag Night                                | Carl                               |                                                                                   |
| 2009 | X-Men Origins: Wolverine                  | Weapon XI / Deadpool / Wade Wilson | rol împărțit cu Ryan Reynolds                                                     |
| 2009 | The Tournament                            | Yuri Petrov                        |                                                                                   |
| 2009 | Ninja                                     | Casey Bowman                       |                                                                                   |
| 2010 | Undisputed III: Redemption                | Yuri Boyka                         |                                                                                   |
| 2011 | Assassination Games                       | Roland Flint                       | A doua conlucrare cu Jean-Claude Van Damme                                        |
| 2011 | Re-Kill                                   | Parker                             |                                                                                   |
| 2012 | Universal Soldier: Day of Reckoning       | John                               |                                                                                   |
| 2012 | El Gringo                                 | The Man                            |                                                                                   |
| 2012 | The Expendables 2                         | Hector                             |                                                                                   |
| 2012 | Zero Dark Thirty                          | John                               |                                                                                   |
| 2013 | Legendary: Tomb of the Dragon             | Travis Preston                     |                                                                                   |
| 2013 | Green Street Hooligans: Underground       | Danny                              |                                                                                   |
| 2013 | Ninja: Shadow of a Tear                   | Casey Bowman                       |                                                                                   |
| 2014 | The Legend of Hercules                    | King Amphitryon                    |                                                                                   |
| 2015 | Wolf Warriors                             | Tom Cat                            |                                                                                   |
| 2015 | Close Range                               | Colton MacReady                    |                                                                                   |
| 2015 | Zero Tolerance                            | Steven                             |                                                                                   |
| 2016 | Grimsby                                   | Pavel Lukashenko                   |                                                                                   |
| 2016 | Criminal                                  | Pete Greensleeves                  |                                                                                   |
| 2016 | Jarhead 3: The Siege                      | Gunny Raines                       |                                                                                   |
| 2016 | Home Invasion                             | Heflin                             |                                                                                   |
| 2016 | Hard Target 2                             | Wes Baylor                         | Direct-to-video                                                                   |
| 2016 | Doctor Strange                            | Lucian / Strong Zealot             |                                                                                   |
| 2016 | Eliminators                               | Martin Parker                      |                                                                                   |
| 2016 | Boyka: Undisputed                         | Yuri Boyka                         |                                                                                   |
| 2017 | Savage Dog                                | Martin Tillman                     |                                                                                   |
| 2017 | American Assassin                         | Victor                             |                                                                                   |
| 2017 | Wolf Warrior 2                            | Tomcat                             |                                                                                   |
| 2018 | Accident Man                              | Mike Fallon                        |                                                                                   |
| 2018 | The Debt Collector                        | French                             |                                                                                   |
| 2018 | Incoming                                  | Reiser                             |                                                                                   |
| 2018 | Karmouz War                               | The Crazy One                      |                                                                                   |
| 2019 | Abduction                                 | Quinn                              |                                                                                   |
| 2019 | Triple Threat                             | Collins                            |                                                                                   |
| 2019 | Avengement                                | Cain Burgess                       |                                                                                   |
| 2019 | Ip Man 4                                  | Barton Geddes                      |                                                                                   |
| 2020 | Debt Collectors                           | French                             | "The Debt Collector 2"                                                            |
| 2020 | Legacy of Lies                            | Martin                             |                                                                                   |
| 2020 | Seized                                    | Nero                               |                                                                                   |
| 2020 | Dead Reckoning                            | Marco                              |                                                                                   |
| 2020 | The Intergalactic Adventures of Max Cloud | Max Cloud                          |                                                                                   |
| 2021 | Castle Falls                              | Mike                               | Post-producție                                                                    |

### Televiziune
| An   | Titlu                    | Rol          | Note                  |
| ---- | ------------------------ | ------------ | --------------------- |
| 1998 | Dangerfield              |              |                       |
| 1999 | City Central             | Jake Clanton | Un episod             |
| 2000 | Doctors                  | Ross         | 3 episoade            |
| 2001 | The Big Breakfast        | El însuși    | Un episod             |
| 2002 | Mutant X                 | Marko        | Un episod, necreditat |
| 2003 | EastEnders               | Joel         | 6 episoade            |
| 2005 | Mile High                | Ed Russel    | 12 episoade           |
| 2005 | Hollyoaks: Let Loose     | Ryan         | 2 episoade            |
| 2006 | Holby City               | Bradley Hume | 9 episoade            |
| 2012 | Métal Hurlant Chronicles | Guillame     | Un episod             |
| 2014 | Métal Hurlant Chronicles | Joe Manda    | 2 episoade            |

## Premii și nominalizări
| An   | Lucrare nominalizată       | Award                | Categorie            | Rezultat |
| ---- | -------------------------- | -------------------- | -------------------- | -------- |
| 2010 | Undisputed III: Redemption | Action on Film Award | Breakout Action Star | Câștigat |